# Cope Hill
Cope Hill är en kulle i Antarktis. Den ligger i Västantarktis. Inget land gör anspråk på området. Toppen på Cope Hill är 894 meter över havet.
Terrängen runt Cope Hill är kuperad österut, men västerut är den platt. Trakten är obefolkad. Det finns inga samhällen i närheten.